# Akseli Kokkonen
Akseli Ensio Kokkonen (* 27. února 1984 Oslo) je norský skokan na lyžích, který dříve závodil za Finsko.
Jeho otec pochází Kari pochází z Finska, matka Anneli je původem z Norska. Má staršího bratra Elmeriho. Když mu byl rok, tak se jeho rodina přestěhovala do finského Lahti, kde nyní žije. V roce 2004 ukončil studium na vysoké škole v Lahti. V současnosti je vojenským pilotem vojákem. Jeho koníčky je cyklistika či potápění.
Za svůj dosavadní největší úspěch považuje vítězství na LGP 2003 v Predazzo a úspěchy v Kontinentálním poháru. I když v roce 2005 ukončil svou aktivní kariéru, v současné době se ke skokům na lyžích vrátil do norské reprezentace.